# Una pazza giornata di vacanza
Una pazza giornata di vacanza (Ferris Bueller's Day Off) è un film del 1986 scritto e diretto da John Hughes. La pellicola, distribuita dalla Paramount Pictures a partire dal 13 giugno 1986, è una commedia giovanile interpretata da Matthew Broderick, Jeffrey Jones, Alan Ruck, Mia Sara e Jennifer Grey. Ferris all'interno della pellicola rompe spesso la quarta parete, comunicando direttamente con il pubblico.
Nel 1990 NBC ha prodotto Ferris Bueller, serie televisiva basata sul film, con protagonista Charlie Shatter, Richard Riehle e Jennifer Aniston. Nel 2014 il film è stato selezionato per la preservazione nel National Film Registry, dove vengono custoditi i film considerati: "culturalmente, storicamente o esteticamente significativi".

## Trama
Il giovane Ferris finge di stare male per poter saltare la scuola. Ferris rompe la quarta parete e dà al pubblico consigli su come saltare la scuola. Sua sorella maggiore Jeannie capisce che il fratello in realtà sta bene, così, anche se leggermente irritata, decide di andare a scuola senza il fratello. Non appena l'assenza viene registrata, il preside della scuola Edward Rooney inizia a sospettare che Ferris abbia marinato la scuola e cerca di coglierlo sul fatto. Ferris utilizza un computer per modificare il registro delle assenze in modo che risulti che era assente 2 giorni invece di 9. Poi convince il suo amico Cameron, anch'egli assente, a riferire al preside nei panni del padre di Sloane, la ragazza di Ferris, che la nonna di quest'ultima è morta. Nonostante le perplessità da parte del preside, i due riescono ad ingannarlo.
Ferris prende dunque in prestito dal padre di Cameron una Ferrari 250 GT California Spider del 1961 (contro il parere dello stesso Cameron), e insieme a quest'ultimo e alla sua ragazza Sloane, Ferris guida verso la città. Dopo aver lasciato l'auto a due parcheggiatori poco raccomandabili, il trio fa visita all'Art Institute of Chicago, la Willis Tower, il Chicago Mercantile Exchange e il Wrigley Field. Successivamente i tre si dirigono in un ristorante francese dove Ferris finge di essere Abe Froman, il "Re della salciccia di Chicago", per pranzare. I tre dovranno però poi scappare poiché nello stesso ristorante era presente anche il padre di Ferris. Nel frattempo, dopo non essere riuscito a trovare Ferris ed i suoi amici nel locale, Rooney visita la residenza dei Bueller e, dopo una serie di momenti imbarazzanti, viene attaccato dal cane di famiglia. Jeannie, dopo essere tornata a casa ed aver scoperto lo stratagemma di suo fratello, incontra Rooney in casa. Dallo spavento lei lo ferisce con un calcio e chiama la polizia. Rooney riesce a filarsela, così la polizia arresta Jeannie a causa del falso allarme e la porta in commissariato. Lì Jeannie incontra un giovane delinquente, che le consiglia di non prestare troppa attenzione a quello che fa o non faccia il fratello.
Dopo una corsa in taxi, dove Cameron afferma di non aver visto nulla di buono quel giorno, Ferris si esibisce ad una parata cantando in playback Danke Schoen nella versione di Wayne Newton e Twist and Shout nella versione dei Beatles, mentre la folla entusiasta si unisce a lui con canti e balli. Proprio quando le cose sembrano andare per il meglio, i tre recuperano l'auto e notano che, a causa dei parcheggiatori che avevano usato la macchina in precedenza, l'auto segnava più di 100 miglia sul contachilometri. Questa rivelazione causa uno shock a Cameron che alla fine lo porterà a rendersi conto che la sua intera vita è dominata dalla paura che ha di suo padre. Dopo che la macchina viene riposta nel garage di Cameron, il trio mette la macchina su un cric e cerca di farla andare in retromarcia per rimuovere le miglia. Quando questo non funziona, Cameron decide di lasciar perdere e sfoga le sue frustrazioni represse contro il padre, prendendo a calci la vettura causando gravi ammaccature su di essa. Una volta deciso ad assumersi la responsabilità, Cameron si appoggia sulla vettura, il cric cede e la vettura a ruota libera in retromarcia cade in una scarpata sul retro del garage. Nonostante l'insistenza di Ferris per prendersi la colpa dell'accaduto, Cameron decide di assumersi pienamente le sue responsabilità.
Ferris riaccompagna Sloane a casa, ma si rende conto che ha solo pochi minuti per tornare a casa prima che i suoi genitori scoprano l'accaduto. Si precipita così correndo nuovamente a casa, ma viene visto da Jeannie, che alla guida della macchina insieme alla loro madre, cerca di arrivare il prima possibile a casa. Ferris riesce ad evitare di essere scoperto sia dalla madre e sia dal padre, ed i tre arrivano a casa allo stesso tempo. Rooney riesce però ad intercettare Ferris mentre cercava di entrare dalla porta posteriore, ma grazie all'intervento della sorella, che cambia comportamento nei confronti del fratello, Rooney è costretto a lasciar perdere e viene nuovamente attaccato dal rottweiler dei Bueller. Ferris balza nel suo letto all'ultimo secondo, e rassicura i suoi genitori che non sospettano nulla. Appena escono dalla stanza, Ferris rompe nuovamente la quarta parete e ricorda al pubblico: "La vita scappa via in fretta, se uno non si ferma e non si guarda intorno, rischia di sprecarla".
Durante i titoli di coda, Rooney, sconfitto e amareggiato, viene prelevato da un autobus, dove viene ulteriormente schernito dagli studenti. In una scena post-credits, troviamo infine Ferris uscire dalla sua stanza ed avvicinarsi alla macchina da ripresa mentre ci comunica di andare via, poiché il film è finito.

## Produzione
Le riprese del film si svolsero dal 9 settembre 1985 al 22 novembre 1985.
John Hughes scrisse la sceneggiatura del film nell'arco di una sola settimana.
Molte delle scene riprendono il paesaggio e gli edifici di Chicago, tra cui la Ben Rose House. Hughes dichiarò di volerne catturare, più che le immagini, «lo spirito».

### Cast
John Hughes affermò di aver avuto in mente Matthew Broderick nel ruolo di protagonista già da quando scrisse la sceneggiatura. Per il ruolo di Sloane Peterson invece, Hughes aveva inizialmente preso in considerazione l'attrice Molly Ringwald, ma la scelta ricadde poi su Mia Sara dopo che quest'ultima lo aveva piacevolmente sorpreso durante il provino.

## Colonna sonora
La colonna sonora del film include i seguenti brani:
1. Love Missile F1-11 - Sigue Sigue Sputnik
2. Beat City - The Flowerpot Men
3. Please, Please, Please Let Me Get What I Want - The Dream Academy
4. Danke Schoen - Wayne Newton
5. Twist and Shout - The Beatles
6. Radio People - Zapp
7. I'm Afraid - Blue Room
8. Taking the Day Off - General Public
9. The Edge of Forever - The Dream Academy
10. March of the Swivelheads - The Beat
11. Oh Yeah - Yello

## Accoglienza
Il film è stato un grande successo al botteghino. Con un budget di quasi 6 milioni di dollari infatti, la pellicola ha incassato complessivamente circa 70 milioni di dollari, diventando così uno dei migliori incassi cinematografici dell'anno entusiasmando critica e pubblico.

## Curiosità
La scena dopo i titoli di coda del film Deadpool è un omaggio a questa pellicola.
L'auto utilizzata nel film non è una vera Ferrari, ma una kitcar realizzata in tre esemplari, con motore Ford 5.0 litri V8 da 165 cavalli, ora conservata presso il Museo Henry Ford di Detroit.